# Linnaemya linguicerca
Linnaemya linguicerca là một loài ruồi trong họ Tachinidae.